# ラピッドX
ラピッドX（英語: RapidX）は、インドのデリー首都圏に路線網を有する都市鉄道。最高速度160 km/hで首都・デリーと周辺に位置する各都市を結んでおり、2023年10月に最初の路線が開通した。合資会社として設立された首都圏交通公社（National Capital Region Transport Corporation、NCRTC）が所有する一方、2024年現在運営や施設の維持・管理はDBインターナショナル・オペレーションズによって行われている。

## 歴史
インドの首都・デリーを含むデリー首都圏では、交通網の混雑緩和や移動の迅速化、都市環境の改善などを目的として、1990年代後半から首都圏や周辺都市を高速で結ぶ軌道交通（地域高速交通システム、Regional Rapid Transit System、RRTS）についての検討が行われ始めた。2006年にはデリー・メトロの拡張を含めた再度の検討が実施され、その後首都圏計画委員会（National Capital Region Planning Board、NCRPB）によって本格的に始動する事となった。その後、路線の制定や予算の獲得と共に、2013年には管理組織となる首都圏交通公社がインド政府やウッタル・プラデーシュ州、ハリヤナ州、ラージャスターン州、デリー首都圏の各地域などの出資によって設立された。
制定された路線網のうち、最初に建設が始まったのは「フェーズ1（Phase 1）」の1つに位置づけられている、デリーからガーズィヤーバードを経由しメーラトを結ぶ全長82 kmの路線で、2019年3月に建設開始を祝する式典が行われた。車両建設や整備、信号システムの計画や維持・管理などについてはボンバルディア・トランスポーテーション（現：アルストム）との契約が2020年に実施された一方、2022年にはドイツ鉄道の子会社であるDBインターナショナル・オペレーションズ（DB International Operations、DB IO）が運営・管理に関する12年間の権利を獲得した。そして2023年10月20日、優先区間として建設が進められていたドゥハイ車庫駅とサヒハバード駅、全長17 kmの出発式が行われ、翌10月21日から本格的な営業運転が始まった。それ以降も2024年3月6日にドゥハイ車庫駅 - モディナガル北駅、全長17.1 kmの延伸が行われており、全線開通は2025年7月を予定している。

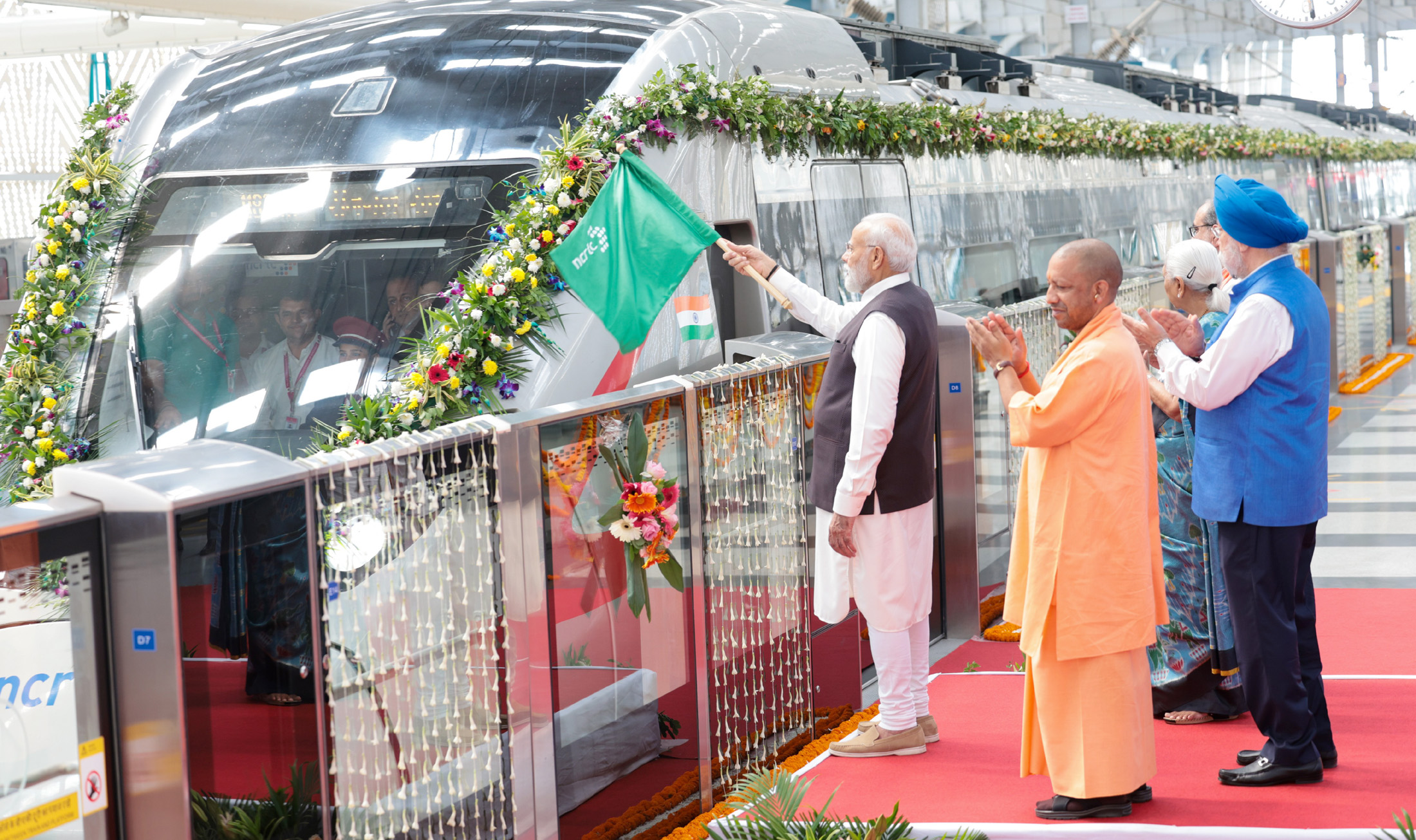
2023年10月20日の出発式
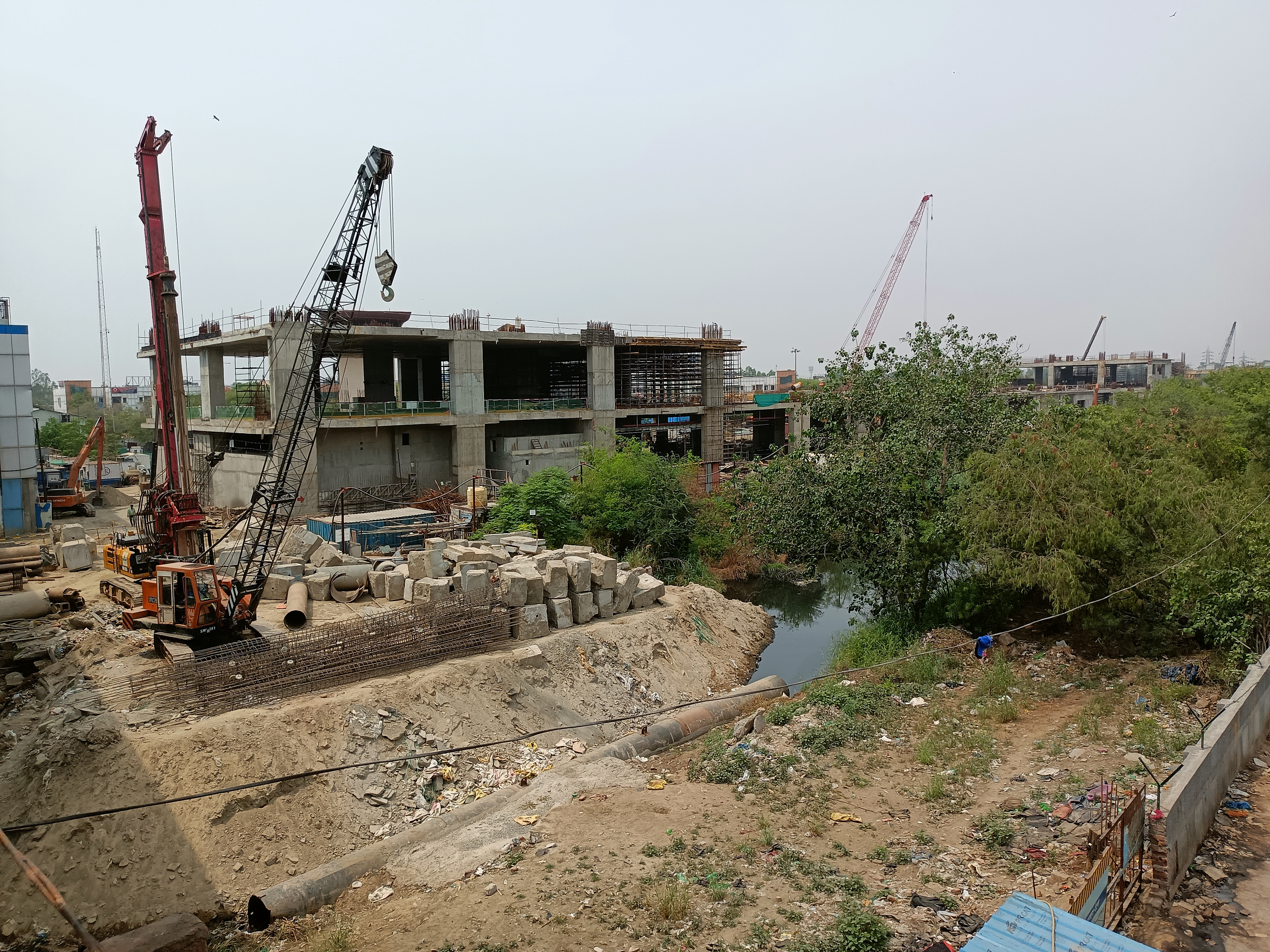
ラピッドXの建設現場（2023年撮影）

## 概要

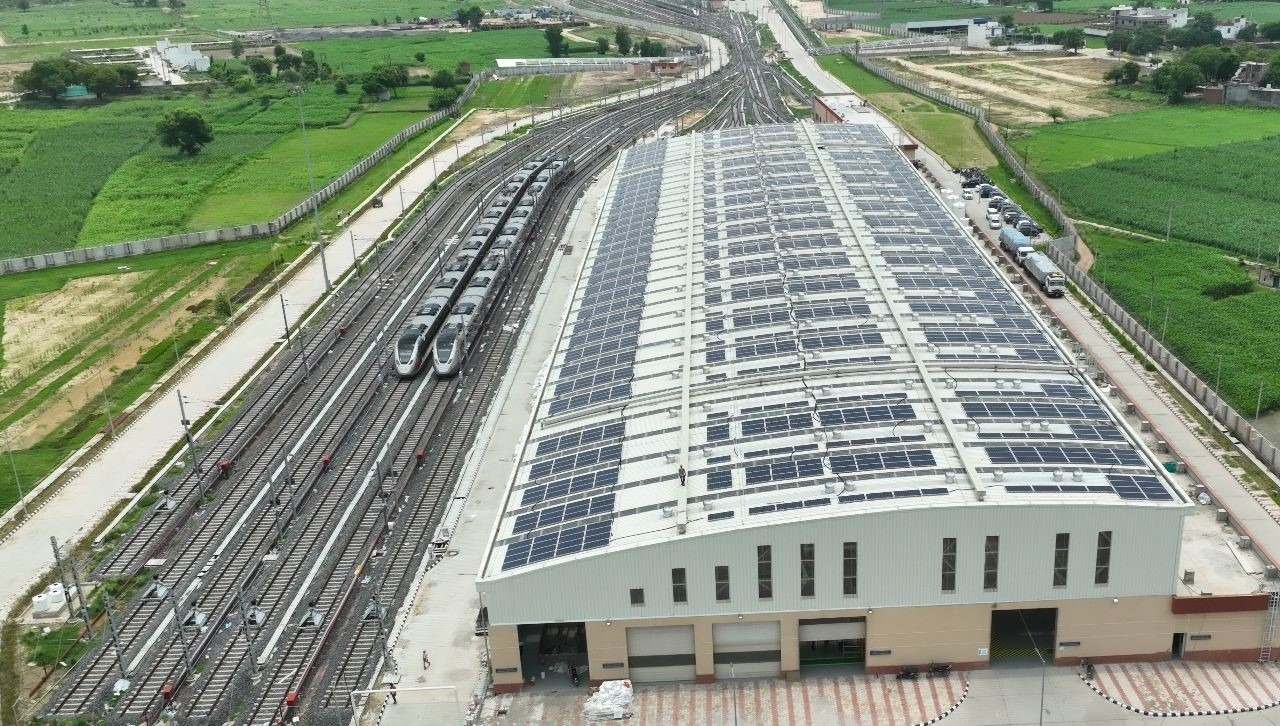
ドゥハイ車庫（2023年撮影）

ラピッドXは、長距離の都市間経路を高速で走行する鉄道として設計が行われた路線網で、全区間交流25,000 V 50 Hzでの電化（架空電車線方式）が行われている。営業最高速度は160 km/h、平均速度は100 km/hで、最初に開通したドゥハイ車庫駅 - サヒババード駅間においては従来の交通機関から所要時間が半分に短縮している。線路は高速運転時の安定性や快適性の向上に適したスラブ軌道が用いられる。
信号保安を含めた制御システムには、ヨーロッパで導入が進むETCS（European Train Control System）のうちレベル3（ETCS Level 3）と呼ばれるシステムが採用されている。これは、地上側に線路回路や列車の位置検知機構を設けず、車両に設置したLTE（Long Term Evolution）通信装置を用いて列車信号の操作や列車位置の特定を行うシステムで、運用の効率化や相互運用性の向上、利用客の待ち時間の減少が図られる、また、車両と線路間のLTE通信は各駅に設置されているホームドアの操作や自動列車保安装置（ATP）、運行管理システム（TMS）にも用いられている

## 路線

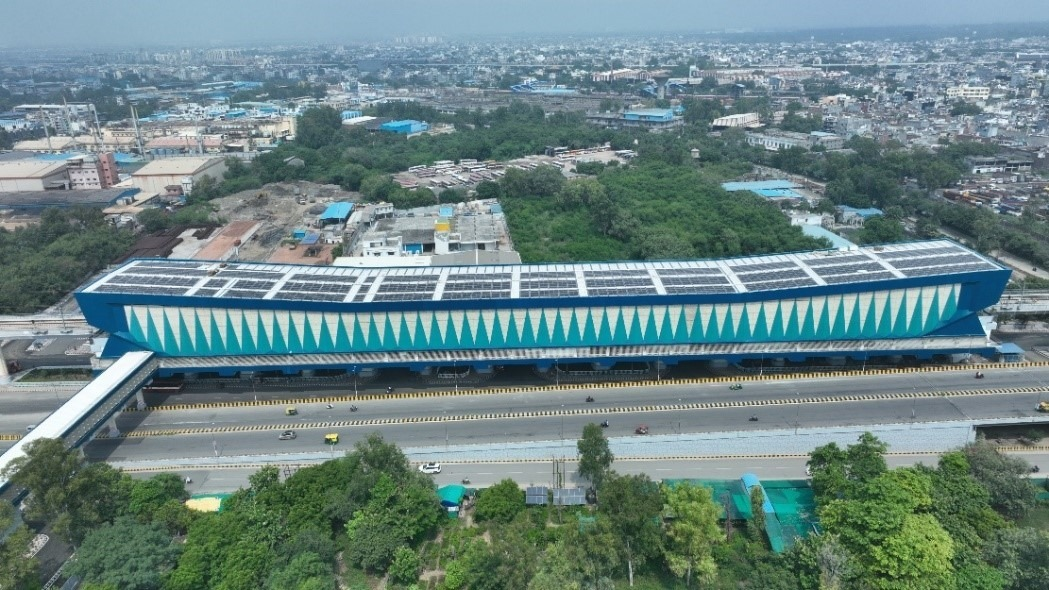
ガーズィヤーバード駅（2023年撮影）

2024年時点で、営業中の路線を含めてラピッドXは以下の8つの路線が計画されている。そのうち、デリー-メーラト線、デリー-アルワル線、デリー-パーニーパット線の3路線は優先的な建設が検討されている「フェーズ1（Phase 1）」に位置づけられており、2024年時点で建設中のサライ・カレ・カーン駅でこれらの系統の乗り換えが可能となる予定である。また、デリー-メーラト線についてはメーラト市内の一部区間をメーラト・メトロと共有する計画となっている。
| 路線                          | 起点               | 終点           | 全長  | 駅数 | 開通   | 備考                                                      |
| ----------------------------- | ------------------ | -------------- | ----- | ---- | ------ | --------------------------------------------------------- |
| デリー-メーラト線             | デリー             | メーラト       | 82km  | 16駅 | 2023年 | 2025年に全線開通予定 一部区間はメーラト・メトロと共有予定 |
| デリー-アルワル線             | デリー             | アルワル       | 164km | 22駅 | 未定   |                                                           |
| デリー-パーニーパット線       | デリー             | パーニーパット | 103km | 16駅 | 未定   |                                                           |
| デリー-パルワル線             | デリー             | パルワル       | ？    | ？   | 未定   |                                                           |
| ガーズィヤーバード-クルジャ線 | ガーズィヤーバード | クルジャ       | ？    | ？   | 未定   |                                                           |
| デリー-ロータク線             | デリー             | ロータク       | ？    | ？   | 未定   |                                                           |
| ガーズィヤーバード-ハプール線 | ガーズィヤーバード | ハプール       | ？    | ？   | 未定   |                                                           |
| デリー-バラウト線             | デリー             | バラウト       | ？    | ？   | 未定   |                                                           |

## 車両

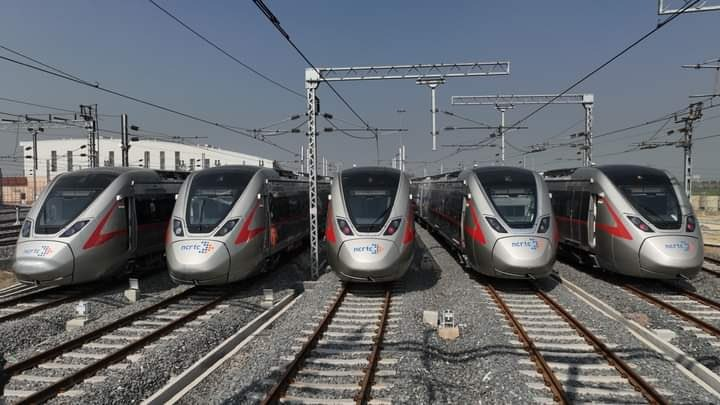
車庫に並ぶ「ナモ・バーラト」（2023年撮影）

ラピッドXの路線網で使用される車両は、ボンバルディア・トランスポーテーションおよび同社を買収したアルストムが開発した、ナモ・バーラト（Namo Bharat）と呼ばれる流線形の電車である。編成は6両編成で全車両に空調が完備されており、優等車両（プレミアムクラス）や女性専用車両も設けられている。営業最高速度は160 km/hだが、設計では180 km/hでの走行も可能となっている。制御システムは前述の通りETCS レベル3に適した構造となっており、将来的には自動運転（ATO）への対応も視野に入れている。また、前方にバーチャルブロックを形成する事で事故防止を始めとした安全性の向上が図られている。製造に際しては、インド政府が推進している「メイク・イン・インディア」の方針に従い、インド国内で車体や部品の生産が行われている。

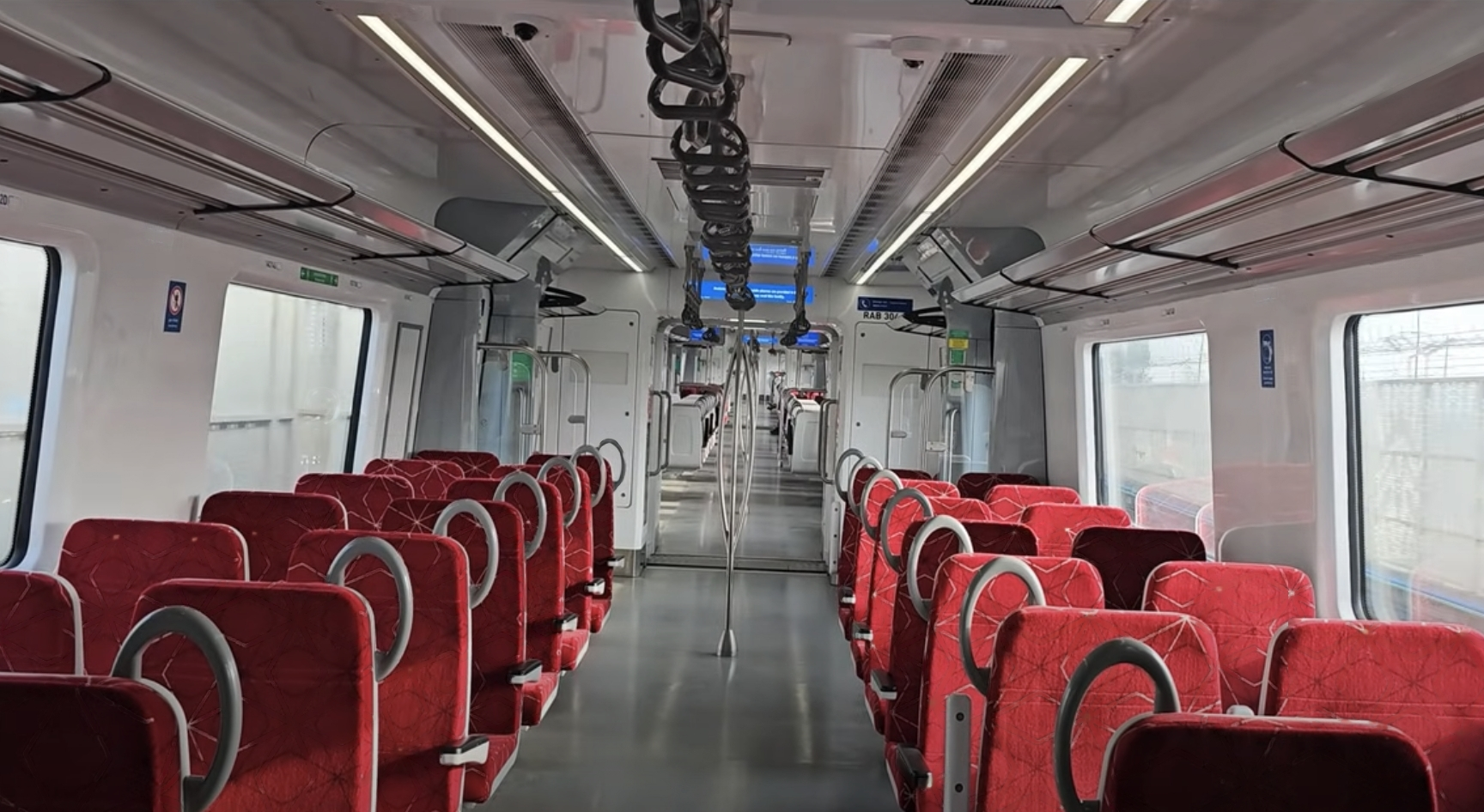
車内（2024年撮影）